# Inferno - Canto diciassettesimo

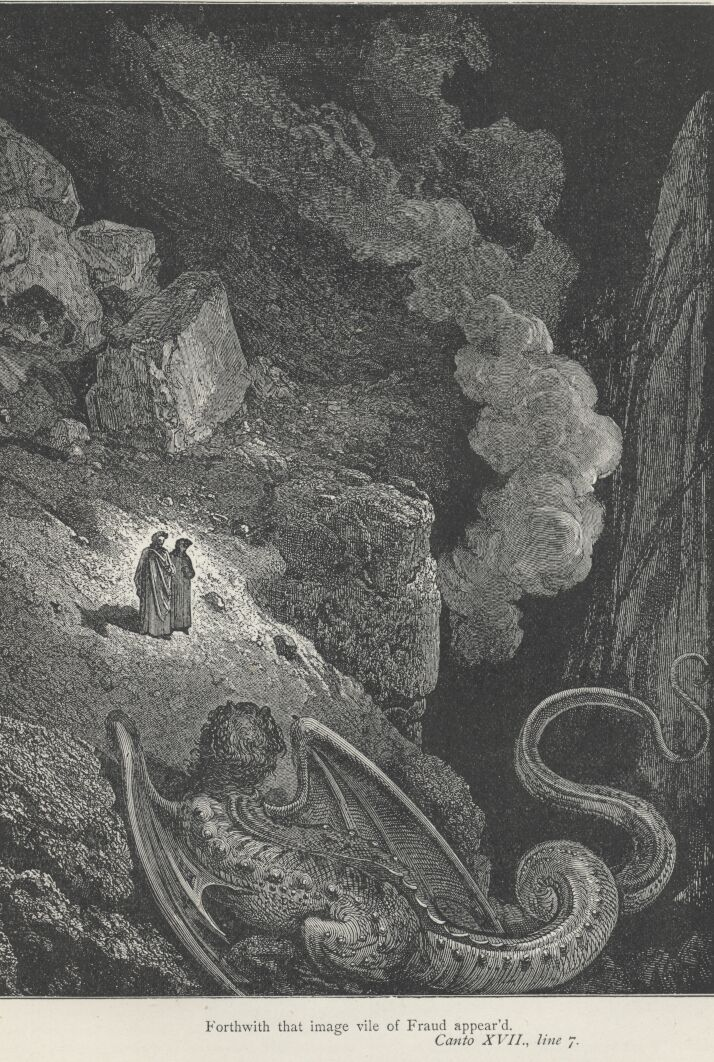
Gerione, illustrazione di Gustave Doré

Il canto diciassettesimo dell'Inferno di Dante Alighieri si svolge nel terzo girone del settimo cerchio, al passaggio della "ripa discoscesa", ove sono puniti i violenti contro Dio, natura e arte; siamo all'alba del 9 aprile 1300 (Sabato Santo), o secondo altri commentatori del 26 marzo 1300.

## Incipit
(Anonimo commentatore dantesco del XIV secolo)

## Analisi del Canto

### Gerione - versi 1-27

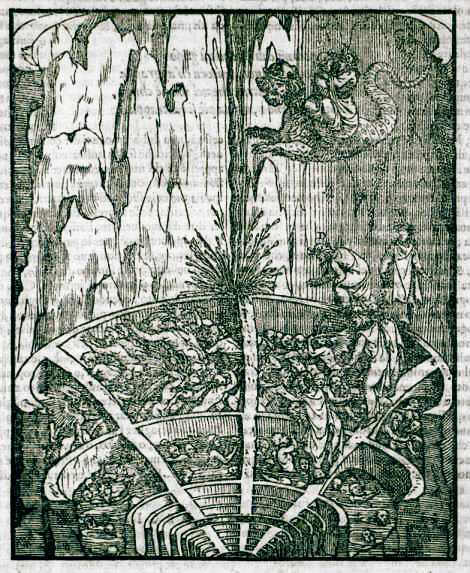
Gerione, illustrazione di Alessandro Vellutello (1534)

Il canto inizia con Virgilio che presenta la bestia che ha evocato sul finire del canto precedente:
che passa i monti e rompe i muri e l'armi!

Ecco colei che tutto 'l mondo appuzza!»
(Inf. XVII 1-3)
Ecco cioè Gerione (simbolo della frode, si dice esplicitamente al v. 7, dove lo si chiama sozza imagine di froda) che impesta il mondo, valica le montagne e supera le mura difensive e le armi degli uomini con la sua coda aguzza.
L'aspetto di questo mostro, ben diverso dal Gerione della tradizione classica, è spiegato nelle terzine successive:
- "La faccia sua era faccia d'uom giusto, / tanto benigna avea di fuor la pelle"; significa che la frode si manifesta con sembianze normali e innocue
- Il corpo è di serpente;
- Ha due zampe leonine (branche) coperte di pelo fino alle ascelle;
- Schiena, petto e fianchi sono caratterizzati da squame colorate che creano ruote e nodi come mai se ne videro sui drappi orientali, né Aracne poté mai tessere; questi colori fiammeggianti simboleggiano l'attrazione che la frode esercita sul frodato
- Ha una coda di scorpione, che guizza nell'aria minacciando con la sua punta avvelenata; evidente simbolo del tradimento alle spalle.

Inoltre questa bestia sta poco lontano dai poeti, mezza sulla riva e mezza nel fiume, come i "burchielli" dei tedeschi mangioni (lurchi) o come il castoro (bivero) quando sta appostato prima di cacciare i pesci. Nell'animalistica medievale ai castori si dava anche la qualità di adescare i pesci secernendo sostanze oleose che li attirassero per poi catturarli improvvisamente, quindi la loro citazione è probabilmente legata pure al concetto di frode stessa.
Dante è impressionato soprattutto da questa coda pericolosa, e nel canto la cita ben cinque volte: ai versi 1, 9, 25-27, 84 e 103-104.
- Ecco la fiera con la coda aguzza;
- Ma 'n su la riva non trasse la coda;
- Nel vano tutta sua coda guizzava / torcendo in suso la venenosa forca / ch'a guisa di scorpion la punta armava;
- "Sì che la coda non possa far male" (qui è Virgilio che parla);
- Là v'era 'l petto, la coda rivolse, / e quella tesa, come anguilla mosse, / e con le branche l'aere a sé raccolse".

### Gli usurai - vv. 28-78

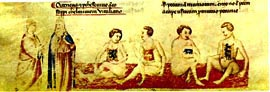
Gli usurai, Anonimo pisano (1345)

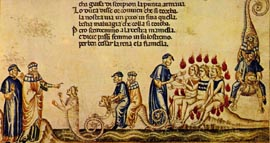
Gerione e gli usurai, miniatura dell'Anonimo napoletano del British Museum (XIV secolo)

Virgilio ha desiderio di parlare con la bestia e dopo essere scesi dall'argine, dove avevano camminato fino ad allora, invita Dante ad andare nel frattempo, facendo attenzione a evitare il "sabbione" arroventato, a parlare con il gruppo di dannati seduti vicino all'orlo del cerchio "Acciò che tutta piena / esperïenza d'esto giron porti". Fanno dieci passi (simbolici delle dieci Malebolge?) e i due si separano, con la raccomandazione che sia per poco.
Dante si avvia allora verso la terza categoria dei dannati del girone dei violenti contro Dio e contro natura. Ha già incontrato un bestemmiatore (Capaneo), diversi sodomiti (Brunetto Latini e i tre fiorentini), ma ancora nessuno usuraio, cioè nessuno di quei violenti contro natura e arte, che, come spiegato particolareggiatamente nel Canto XI, non traggono il loro guadagno né dal sudore né dall'ingegno, ma dal denaro stesso (in pratica tutti i banchieri, secondo la definizione medievale di usura). Essi sono a metà strada tra la pena dei violenti contro Dio (sdraiati in terra, sotto la pioggia infuocata), la peggiore, e quella dei sodomiti (in corsa senza sosta sotto la pioggia di fiammelle), la più lieve. Essi devono infatti stare seduti e con le loro mani si sventolano e cercano incessantemente di spegnere le fiammelle appena  cadute. In questa attività Dante li paragona ai cani che si grattano con le zampe per scacciare le punture "o da pulci o da mosche o da tafani", con un ripugnante sentimento sottolineato dalla similitudine tutta animalesca. Inoltre Dante nota che essi hanno una borsa ciascuno al collo con disegni sopra, alludendo molto probabilmente alle borse che prestatori e cambiatori portavano sempre al collo durante i loro affari e che più li contraddistingueva assieme al libro dei conti. Su queste borse sono impressi gli stemmi familiari, che serviranno a Dante per indicare le famiglie di usurai, piuttosto che i singoli peccatori. Non ne indica il nome, ma il solo stemma all'epoca doveva essere più che sufficiente per un chiaro riferimento.
Continuando la serie di figure bestiali, non dev'essere un caso che in tutti gli stemmi che Dante nomina ci sia un animale impresso. Il primo dannato che vede ha un leone azzurro in campo giallo: è uno dei Gianfigliazzi di Firenze. Il secondo ha un'oca bianca in campo rosso (come sangue): ancora una famiglia fiorentina, quella degli Obriachi. Il terzo ha una scrofa azzurra in campo bianco: è degli Scrovegni di Padova e questo dannato, probabilmente il notissimo usuraio Rinaldo degli Scrovegni, inizia a sbraitare verso Dante, che ascolta e registra senza pronunciare una parola.
Chiede che ci faccia un vivo all'inferno; poi, con quel tono infamante che troveremo sempre più spesso nel basso inferno, non perde l'occasione per dire anche qualche futuro ospite del cerchio: gli siederà vicino Vitaliano del Dente (di Vicenza), mentre tutti questi fiorentini che ha intorno (lui dopotutto è padovano) non fanno che rimbombargli le orecchie con l'attesa di quel "cavalier sovrano" che ha sullo stemma tre caproni, tre becchi, un usuraio non ancora morto, il cavalier Giovanni di Buiamonte de' Becchi. Chiude il suo discorso mostrando la lingua "come 'l bue che' l naso lecchi" a mo' di spregio a Dante.

### Discesa all'ottavo cerchio - vv. 79-136

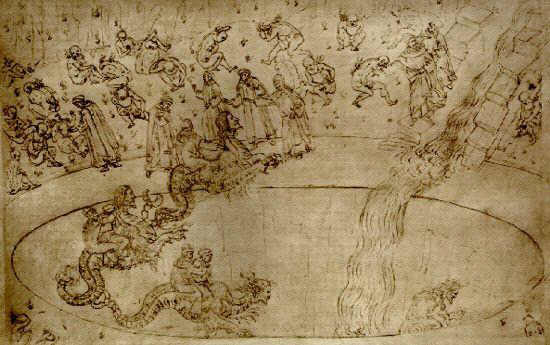
Il XVII canto illustrato da Botticelli (Disegni per la Divina Commedia)

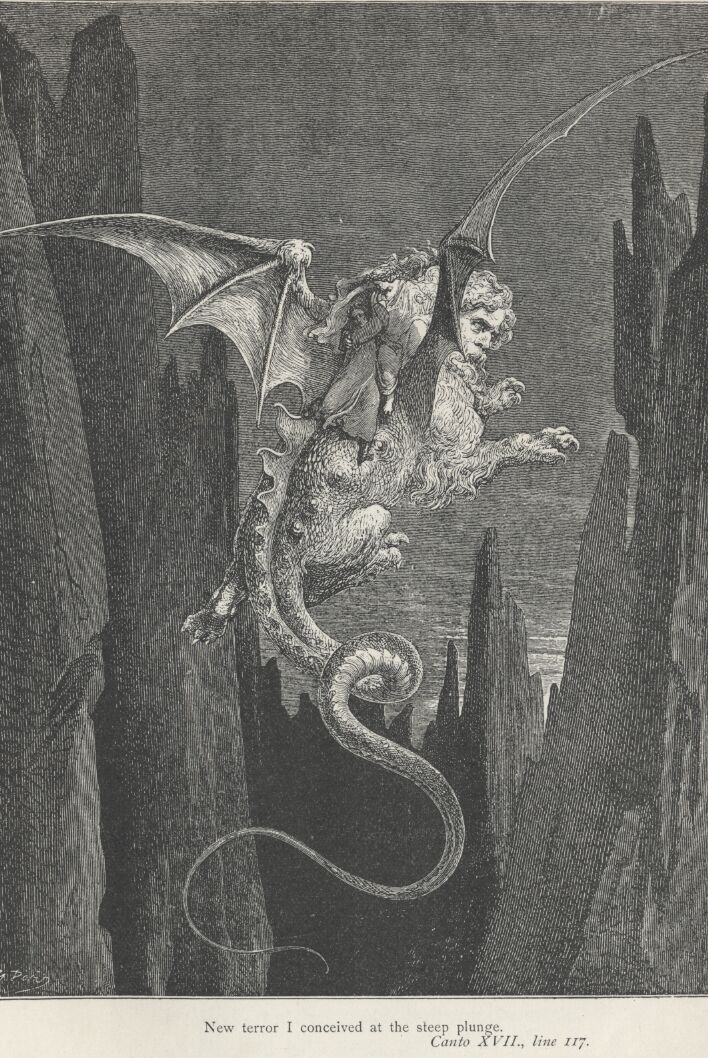
Il volo, illustrazione di Gustave Doré. In realtà Dante non accenna ad ali e la coda è descritta come simile a quella di una scorpione

Il poeta latino è già salito sulla bestia fiera e sprona Dante a fare altrettanto. Gli suggerisce però che Virgilio stia dietro per interporsi rispetto alla pericolosa coda avvelenata. Dante al solo pensiero raggela come colui che ha i brividi della febbre quartana e trema tutto al solo vedere l'ombra (il rezzo), ma vergognandosi della sua paura davanti al maestro sale come gli è stato detto. Sedendosi "in su quelle spallacce" egli vorrebbe dire a Virgilio di abbracciarlo da dietro, ma il solo pensiero basta alla sua guida per avvincerlo da dietro. Quindi Virgilio intima: " Gerione (ecco che il nome della belva viene pronunciato per la prima volta), parti! E fai curve larghe scendendo poco per volta, pensando a questa nuova soma che porti" (parafrasi vv. 97-99).
Il mostro prima di partire arretra, come la navicella che esce dal porto e poi inizia il volo, magistralmente descritto con incredibile realismo dai versi di  Dante:
la coda tesa, ora come un'anguilla,

prendendo l'aria con le zampe. Non credo

che Fetonte ebbe maggior

paura di me, quando egli abbandonò i

freni del carro del sole e finì per

incendiare il cielo; né Icaro quando

sentì sciogliersi la cera delle

ali dai fianchi mentre suo padre

Dedalo gli diceva che stava seguendo

la via sbagliata: altrettanto fu

grande la mia paura quando mi ritrovai

circondato dall'aria e non potei

vedere nient'altro che la bestia.

Essa se ne andava nuotando lenta lenta,

facendo grandi cerchi per discendere,

tanto che non mi accorgerei nemmeno

del dislivelo se non fosse per il vento

che mi colpisce nella parte inferiore del viso.»
(vv. 103-117)
Via via che Dante si avvicina al fondo i sensi tornano a farsi presenti: sente il suono della cascata e poi ha anche il coraggio di sporgere la testa per vedere i fuochi dei gironi sottostanti e sentendo i nuovi pianti ha un fremito che lo fa aggrappare di nuovo stretto alla bestia. Di nuovo vede i cerchi inferiori (le bolge...). Come quel falcone che ha volato molto senza trovare nessuna preda e viene richiamato giù dal falconiere, scendendo stanco e facendo velocemente cento giri atterrando sdegnosamente lontano dal maestro, così atterrò Gerione in fondo al precipizio ("la stagliata rocca") e dopo aver scaricato i due si dilegua come freccia spinta dalla corda dell'arco, come da corda cocca.